# Tetrachne dregei
Tetrachne dregei är en gräsart som beskrevs av Christian Gottfried Daniel Nees von Esenbeck. Tetrachne dregei ingår i släktet Tetrachne och familjen gräs. Inga underarter finns listade i Catalogue of Life.